# AEカライスカキス・アルタス
AEカライスカキス・アルタス（ギリシア語: ΑΕ Καραϊσκάκης Άρτας）は、ギリシャのアルタ県アルタをホームタウンとするサッカークラブである。

## 歴史
2012年9月1日にアルタの3つのチーム、アエト・ジアセル (Αετό Διασέλλου)、オモノイア・ペトラス (Ομόνοια Πέτρας) 、AOアルタス (Α.Ο. Άρτας) が合併して、AEカライスカキス (Αθλητική Ένωση Καραϊσκάκης) が創設された。
2017年8月にギリシャサッカー連盟 (EPO) は2017-18シーズンのフットボールリーグの欠員を補うために、2016-17シーズンのガンマ・エスニキの4チームを対象に昇格の申請を受け付け、申請条件の30万ユーロの保証金を用意したドクサ・ドラマスとカライスカキスの2チームが中立地で1試合の昇格プレーオフを行うことを発表した。しかし、8月28日にEPO緊急委員会は昇格プレーオフを中止することを発表した。同年9月にEPO仲裁裁判所はドクサ・ドラマスがEPO緊急委員会の決定を不服とした訴えを支持し、ドクサ・ドラマスとカライスカキスの昇格プレーオフが行われることが決定された。しかし、9月11日にイラクリスがフットボールリーグから撤退することを発表したため、同日、EPO緊急委員会は欠員が2チームになったことから、9月13日に予定されていた昇格プレーオフを中止して、ドクサ・ドラマスとカライスカキスの両チームがフットボールリーグに昇格することを決定した。カライスカキスはアルタのクラブとして、1979年にプレーオフでヴェリアに敗れてベータ・エスニキからガンマ・エスニキに降格したアナゲニシ・アルタス以来となる2部リーグへの参加が決定した。
2018-19シーズンにフットボールリーグで10位の成績を残して、2019-20シーズンのリーグシステムの変更に伴って新創立されたスーパーリーグ2の参加資格を獲得した。2019年9月29日に行われた2019-20シーズンのスーパーリーグ2第1節のドクサ・ドラマス戦でスーパーリーグ2での初勝利を記録した。